# Altgriechische Medizin

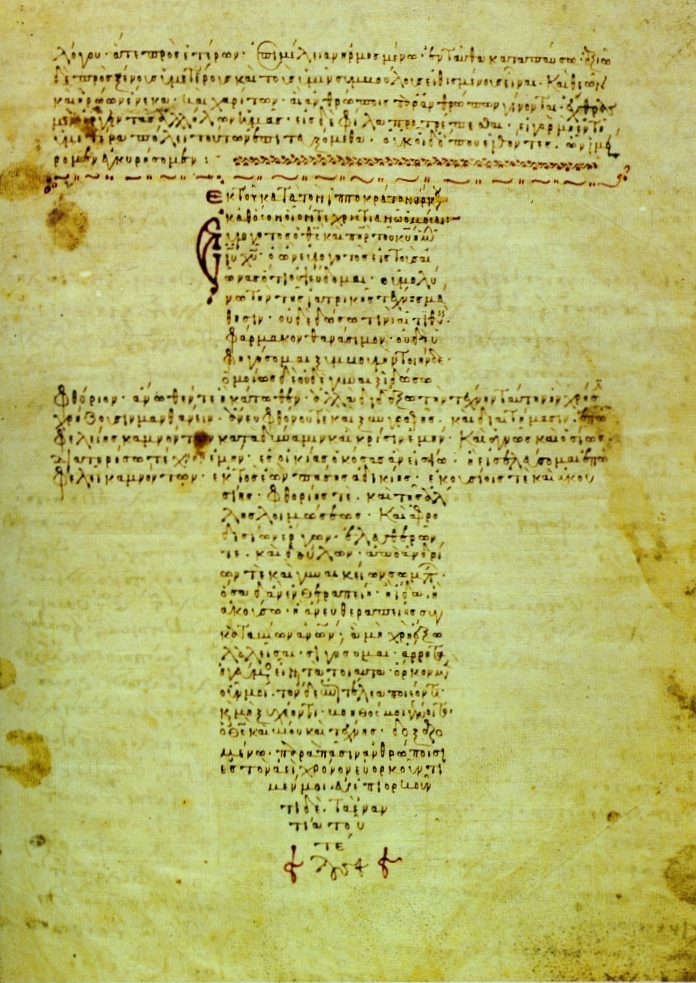
Der Eid des Hippokrates im Corpus Hippocraticum, einer Sammlung von rund siebzig medizinischen Werken des antiken Griechenland, die eng mit dem griechischen Arzt Hippokrates und seinen Lehren verbunden ist.

Die Frühgeschichte der griechischen Medizin begann um 2500 v. Chr. Ab etwa 600 v. Chr. wurde die altgriechische Medizin bestimmt durch eine naturwissenschaftlich basierte Philosophie. Die erste bekannte griechische medizinische Schule wurde um 550 v. Chr. im unteritalischen Kroton eröffnet, wo Alkmaion von Kroton lehrte, der Autor des ersten anatomischen Werkes; hier wurde die Praxis der Patientenbeobachtung begründet. Die altgriechische Medizin konzentrierte sich im Wesentlichen auf die Humoralpathologie oder Viersäftelehre. Die bedeutendste Rolle in der griechischen Medizin der Antike spielte der Arzt Hippokrates von Kos, bekanntester Vertreter der medizinischen Schule in Kos. Hippokrates und seine Schüler dokumentierten schriftlich ihre Erfahrungen, später zusammengefasst im Corpus Hippocraticum, in dem sich auch der Eid des Hippokrates befindet. Der in Rom tätige Grieche Galenos war einer der wichtigsten Chirurgen der Antike, dem zahlreiche kühne Operationen, einschließlich Hirn- und Augenoperationen, gelangen. Die Schriften des Hippokrates, Galens und anderer waren von nachhaltigem Einfluss auf die mittelalterliche europäische und islamische Medizin, bis im 14. Jahrhundert zahlreiche Ansichten als überholt abgetan wurden.

## Frühe Einflüsse
Die Frühgeschichte der griechischen Medizin beginnt etwa im 3. Jahrtausend v. Chr., als griechische Stämme vom Norden über die Donau und den Balkan in das Gebiet des heutigen Griechenland einwanderten. Einen ersten Höhepunkt erlebte deren Heilkunde wahrscheinlich mit der in gewissem Umfang von Ägypten beeinflussten kretisch-mykenischen Kultur zwischen 2000 und 1500 v. Chr. Trotz ihrer bekannten Hochschätzung der ägyptischen Medizin verliefen Versuche, einen konkreten Einfluss auf die griechische Medizin nachzuweisen, mangels Quellen und Problemen beim Verständnis der antiken medizinischen Terminologie nicht besonders erfolgreich. Es steht jedoch fest, dass die Griechen aus Ägypten importierte Substanzen in ihren Arzneibüchern aufführten; dieser Einfluss wuchs weiter nach der Gründung einer griechischen medizinischen Schule in Alexandria. Ein in Homers Odyssee als pharmakon nepenthes bezeichnetes „Mittel gegen Kummer und Schmerz und aller Leiden Gedächtnis“, dessen Rezept aus Ägypten stamme, war vermutlich schmerzlindernder und schlafmachender Opiumsaft. Die homerischen Gesänge, entstanden möglicherweise um 850 v. Chr., stellen die älteste schriftliche Quelle zur Geschichte der griechischen Medizin dar. Für die Entwicklung der Medizin war auch Pythagoras (um 580–500 v. Chr.) von Bedeutung, der das ordnende Zahlenprinzip als wesentlich ansah und unter anderem die Lehre von der Gesetzmäßigkeit in Biologie und Pathologie beeinflusste; ebenso Anaximenes (* um 526 v. Chr.), der den Begriff des „Kosmos“ erstmals erwähnte und damit die spätere Pneumalehre vorwegnahm.

## Hippokrates und die hippokratische Medizin

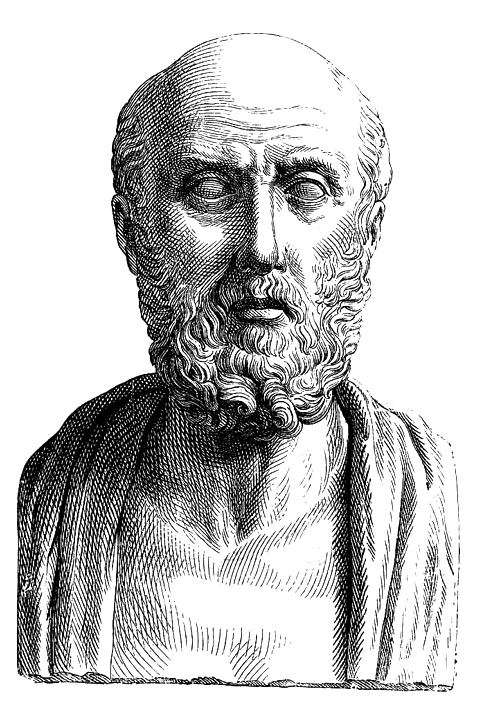
Der Arzt Hippokrates, der Vater der modernen Medizin.

Die herausragende Persönlichkeit der griechischen Medizingeschichte war der Arzt Hippokrates von Kos (460–370 v. Chr.), der „Vater der modernen Medizin“. Das Corpus Hippocraticum enthält eine Sammlung von etwa siebzig frühen medizinischen Werken des antiken Griechenland, die in enger Verbindung mit Hippokrates und seinen Schülern stehen. Am bekanntesten ist Hippokrates als angeblicher Urheber des hippokratischen Eides, der bis heute vielfach für Ärzte von Bedeutung ist, dessen Autorschaft jedoch als unwahrscheinlich gilt.
Aus der Existenz des hippokratischen Eides geht hervor, dass diese „hippokratische“ Medizin von einer Gruppe professioneller Ärzte praktiziert wurde, die an einen strengen ethischen Kodex gebunden waren. Angehende Studenten entrichteten in der Regel eine Gebühr für die Ausbildung und traten zu ihrem Lehrer in eine gleichsam familiäre Beziehung. Zur Ausbildung gehörte die mündliche Unterweisung durch den Lehrer und auch praktische Einsätze als dessen Assistent, da der Eid davon ausging, dass Student und Patient miteinander in eine Beziehung treten. Der Eid setzte dem ärztlichen Handeln auch Grenzen („Auch werde ich niemandem ein tödliches Gift geben“) und verweist sogar auf die Existenz einer weiteren Gruppe medizinischer Spezialisten, etwa die Chirurgen („Ich werde … das den Männern überlassen, die dieses Handwerk ausüben.“). Die hippokratische Medizin, deren nachhaltigste Leistung die Herausbildung der ärztlichen Ethik ist, entwickelt sich in der klassischen Zeit der antiken Heilkunde (etwa 450 bis etwa 300 v. Chr.) und gilt als Grundlage für die Medizin als eigenständige Wissenschaft. Der Hippokratismus, dessen bedeutendster Vertreter Hippokrates ist, wurzelt in den Asklepiadenschulen von Kos, Knidos und (mit Empedokles) auch Sizilien. Die Basis für die Physiologie innerhalb der im Corpus Hippocraticum niedergelegten hippokratischen Medizin stellt die Humoralpathologie als Lehre von den (vier) Körpersäften dar. Wie Alkmaion, Parmenides und Empedokles nahmen die hippokratischen Ärzte im Gegensatz zu Aristoteles an, dass bei der Zeugung beide Geschlechtspartner „Samen“anteile beisteuern.
Hippokrates und seine Schüler wurden Erstbeschreiber zahlreicher Krankheiten und Beschwerden. Sie erkannten die Trommelschlägelfinger als wichtiges diagnostisches Zeichen bei chronischen eitrigen Lungenerkrankungen, Lungenkrebs oder Herzerkrankungen. Daher wurden diese Finger gelegentlich „hippokratische Finger“ genannt. Hippokrates war ebenso der erste Arzt, der das hippokratische Gesicht in Prognosis beschrieb.
Hippokrates begann mit der Kategorisierung des Krankheitsverlaufes in akut, chronisch, endemisch und epidemisch, und verwendete Begriffe wie „Irritation, Rückfall, entzündungshemmend, Krise, Anfall, oder Rekonvaleszenz“. Als weiterer wesentlicher Beitrag des Hippokrates gilt die Beschreibung der Symptomatik körperlicher Befunde, der chirurgischen Behandlung und Prognose von Pleuraempyemen, d. h. der Eiterung innerhalb der Brusthöhle. Seine Lehren etwa hinsichtlich der Lungenheilkunde und Chirurgie bleiben von anhaltender Bedeutung.
Das Corpus Hippocraticum enthält die zentralen medizinischen Texte dieser Schule. Heute schreibt man die Verfasserschaft einer Reihe von über mehrere Jahrzehnte vor Hippokrates lebenden Autoren zu. Eine direkte Zuordnung bestimmter Schriften zur Urheberschaft des Hippokrates ist schwierig.

## Asklepieia

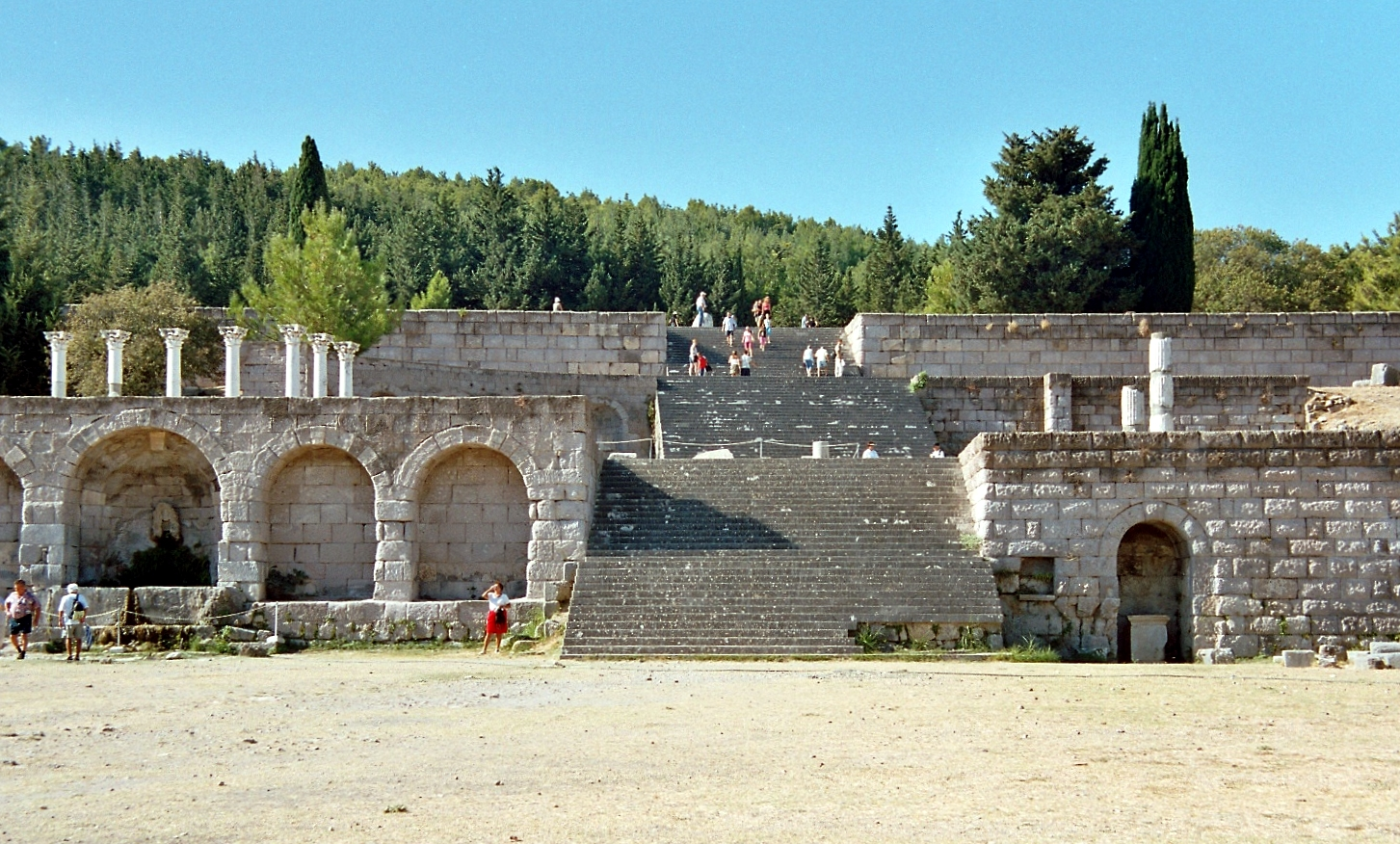
Asklepieion von Kos, besterhaltenes Asklepieion

Heiligtümer, die dem Gott der Heilung Asklepios, als Asklepieia geweiht waren, dienten als Zentren für medizinische Beratung, Orakel und Therapie. In diesen Heiligtümern versetzte man den Patienten in einen tranceartigen Schlafzustand, enkoimesis (ενκοίμησις), nicht unähnlich einer Anästhesie, während dessen er entweder unter der Führung der Gottheit in einem Traum (Enkoimesis) oder durch eine Operation geheilt wurde. Die Asklepieia verfügten über besonders eingerichtete Räume, in denen die Heilung begleitet und gefördert wurde. Im Asklepieion von Epidauros verzeichnen drei große Marmorplatten aus dem Jahr 350 v. Chr. die Namen, Leiden, Patientengeschichten und die Behandlung von etwa 70 Patienten, die im Heiligtum Genesung erfuhren. Die Beschreibungen chirurgischer Operationen wie die Öffnung abdominaler Abszesse oder die Entfernung traumatischer Fremdkörper, bei denen der Patient mittels betäubender Substanzen wie Opium in den Zustand der enkoimesis versetzt wurde, erscheinen aufgrund ihres Realismus als glaubwürdig.

## Aristoteles
Der griechische Philosoph Aristoteles war der einflussreichste Gelehrte der Antike. Obwohl seine frühen naturphilosophischen Werke spekulativ waren, zeigten sich seine späteren biologischen Schriften am Empirismus, der biologischen Kausalität und der Vielfalt der Lebensräume orientiert. Aristoteles hielt nichts vom Experiment, sondern ging davon aus, dass die Begriffe im je eigenen – statt in einem kontrollierten künstlichen – Umfeld ihre wahre Natur zeigten. Während diese Ansicht für die Physik und Chemie nicht förderlich war, blieb sie es für die Zoologie und Verhaltensforschung, wo das Werk des Aristoteles „eine echte Bedeutung“ behielt. Er machte unzählige Naturbeobachtungen, vor allem der Gewohnheiten und Eigenschaften der Pflanzen- und Tierwelt, der er große Aufmerksamkeit für seine Kategorisierung widmete. Insgesamt bestimmte Aristoteles 540 Tierarten und sezierte mindestens 50.
Nach Aristoteles waren alle natürlichen Prozesse von geistigen Zwecken und der causa formalis geleitet. Aus einer solchen teleologischen Ansicht heraus sah Aristoteles seine Beobachtungen als Beleg dieser formalen Gestaltung. So meinte er, dass die Natur keinem Tier Hörner oder Stoßzähne aus einer Laune heraus, sondern diese Möglichkeiten nur nach dem Maß der Notwendigkeit verleihen würde. In ähnlicher Weise sah Aristoteles die Geschöpfe in einer Abstufung der Perfektion geordnet aufsteigend von den Pflanzen bis hin zum Menschen: die scala naturae oder große Kette des Seins.
Nach Aristoteles kommt die Perfektion eines Geschöpfes in ihrer jeweiligen Form zum Ausdruck und ist nicht durch die Form vorherbestimmt. Ein weiterer Aspekt seiner Biologie war die dreifache Aufteilung der Seele: eine vegetative Seele für Fortpflanzung und Wachstum, eine sensitive Seele für Bewegung und Empfindung und eine vernünftige Seele zum Denken und Reflektieren. Die Pflanzen verfügten nur über den ersten Teil, die Tiere über die ersten beiden und der Mensch über alle drei. Aristoteles wies im Gegensatz zu früheren Philosophen und den Ägyptern der vernünftigen Seele einen Platz im Herzen statt im Gehirn zu. Bemerkenswert ist Aristoteles’ Aufteilung von Empfindung und Denken, die sich – mit Ausnahme von Alkmaion von Kroton – gegen die früheren Philosophen richtete. Theophrastos von Eresos, der Nachfolger des Aristoteles am Lykaion, verfasste eine Reihe pflanzenkundlicher Werke – darunter die Geschichte der Pflanzen – die als wichtigster Beitrag der Antike zur Botanik auch das Mittelalter überlebte. Viele von Theophrastos’ Bezeichnungen haben sich bis in die heutige Zeit erhalten, wie carpos für Frucht und  pericarpion für Samenkapsel. Statt sich auf formale Gründe zu beziehen, wie Aristoteles, schuf Theophrast ein mechanistisches Schema, zeigte Analogien zwischen natürlichen und künstlichen Prozessen unter Berufung auf Aristoteles’ Begriff der causa efficiens. Theophrast erkannte auch die Bedeutung der Geschlechtlichkeit für die Fortpflanzung einiger höherer Pflanzen, wenn auch diese letzte Entdeckung in späteren Zeiten verloren ging. Die biologisch-teleologischen Vorstellungen des Aristoteles und Theophrasts sowie deren Betonung einer Reihe von Axiomen an Stelle der empirischen Beobachtung können nicht einfach von ihren Auswirkungen auf die westliche Medizin getrennt werden.

## Alexandria

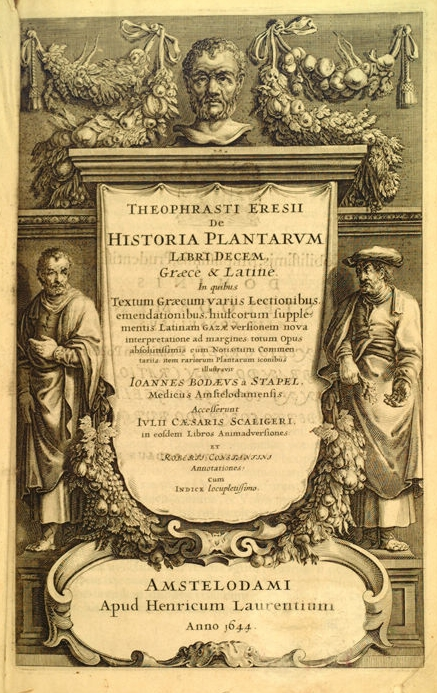
Frontispiz einer 1644-Version der erweiterten und illustrierten Ausgabe der Historia Plantarum (ca. 1200), geschrieben ca. 200 v. Chr.

Nach Theophrastos' († 286 v. Chr.) Wirken brachte das Lykaion kein eigenständiges Werk mehr hervor. Obwohl das Interesse an den Ideen des Aristoteles bestehen blieb, wurden diese in der Regel unhinterfragt übernommen. Erst im Zeitalter Alexandrias (etwa 300 bis 50 v. Chr.) verzeichnete man unter den Ptolemäern wieder Fortschritte in der Biologie. Der erste medizinische Lehrer in Alexandria und damit der Begründer der Alexandrinischen Medizin, Herophilos von Chalkedon, korrigierte Aristoteles, indem er die Intelligenz im Gehirn lokalisierte und eine Verbindung des Nervensystems mit Bewegung und Empfindung feststellte. Herophilos unterschied auch zwischen Venen und Arterien und wies den Puls bei letzteren durch Experimente mit lebenden Schweinen nach. In gleicher Richtung entwickelte er eine diagnostische Technik, die unterschiedliche Arten des Pulses feststellte. Wie sein Zeitgenosse Erasistratos von Chios erforschte er die Rolle der Venen und Nervenbahnen über den Körper.
Erasistratos registrierte die Verbindung der höheren Komplexität der menschlichen Hirnoberfläche mit höherer Intelligenz im Vergleich zu den Tieren. Er experimentierte wiederholt mit einem gefangenen Vogel und dokumentierte dessen Gewichtsverlust zwischen den Fütterungszeiten. Gemäß den pneumatischen Forschungen seines Lehrers behauptete er, das menschliche Kreislaufsystem werde von einem Vakuum gesteuert, das das Blut durch den Körper ziehe. So würde die in den Körper aufgenommene Luft von der Lunge ins Herz gesogen, dort in Lebensgeist umgewandelt und dann durch die Arterien in den ganzen Körper gepumpt. Ein Teil dieses Lebensgeists erreicht das Gehirn, wo es in sinnlichen Geist umgewandelt und dann durch die Nerven verteilt wird. Herophilos und Erasistratos führten ihre Experimente an verurteilten Gefangenen ihrer ptolemäischen Könige bei lebendigem Leibe durch, und „beobachteten, solange der Körper atmete, die Teile, die die Natur zuvor verborgen hatte, wobei sie deren Position, Farbe, Form, Größe, Anordnung, Härte, Weichheit, Glätte und Verbundenheit untersuchten“.
Obwohl einige griechische Atomisten wie Lukrez der teleologischen Sicht der aristotelischen Vorstellungen über das Leben entgegenstanden, blieb die Teleologie (und nach dem Aufstieg des Christentums die natürliche Theologie) auch ferner ein zentraler Punkt des biologischen Denkens bis zum 18. und 19. Jahrhundert.
Mit den Worten von Ernst Mayr:

„Keinerlei Auswirkung auf die Biologie nach Lukrez und Galen bis zur Renaissance. Aristoteles’ Ideen der Naturgeschichte und Medizin überlebten, wurden aber in der Regel unhinterfragt übernommen.“

## Historisches Erbe

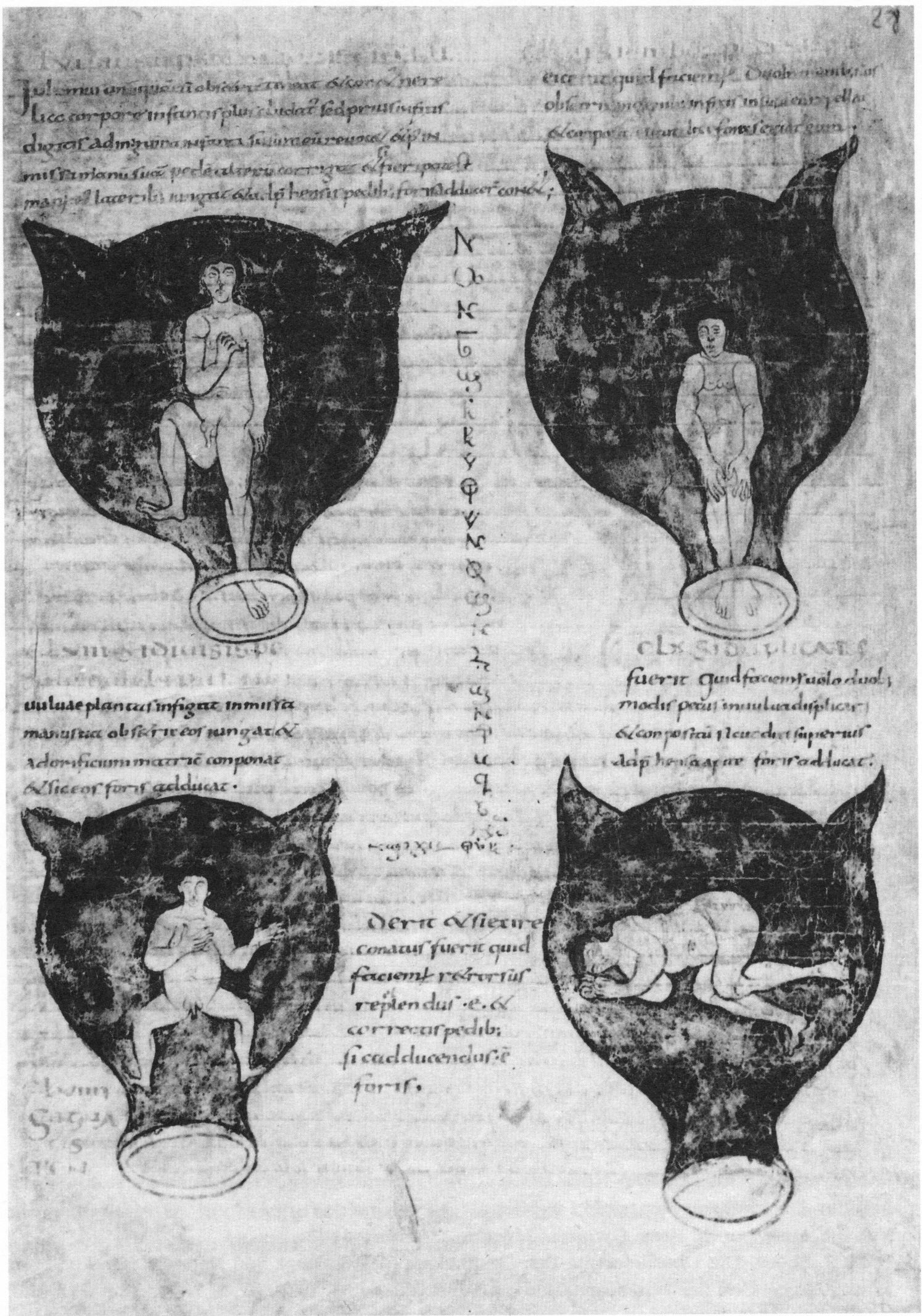
Soranos von Ephesos, Gynäkologie in einer spätantiken lateinischen Bearbeitung: Darstellungen von Kindslagen. Die Abbildungen in dieser um 900 angefertigten Abschrift gehen wohl ursprünglich auf Zeichnungen des Soranos zurück. Brüssel, Bibliothèque Royale, 3714, Blatt 28 recto

Durch längere Kontakte mit der griechischen Kultur und die schließliche Eroberung Griechenlands übernahmen die Römer zahlreiche griechische medizinische Ideen. Frühe römische Reaktionen auf die griechische Medizin reichten von Begeisterung bis Ablehnung, aber schließlich fanden die Römer eine positive Stellung zur hippokratischen Medizin.
Diese Akzeptanz führte zur Ausbreitung der griechischen medizinischen Theorien im gesamten Römischen Reich und damit in einem großen Teil des Westens. Die endgültige Einbürgerung der griechischen Medizin in Rom erfolgte um 100 v. Chr. bis 100 n. Chr. Im Jahr 46 v. Chr. führte Julius Cäsar das Bürgerrecht für eingewanderte griechische Ärzte in Rom ein. Einflussreichster Gelehrter, der die hippokratische Tradition fortsetzte und erweiterte, wurde Galenos († ca. 207). Sämtliche hippokratischen und galenischen Texte aber waren nach dem Zusammenbruch des Weströmischen Reiches im lateinischen Westen im Frühmittelalter verschollen, im Oströmischen Reich (Byzanz) wurden sie jedoch weiter studiert und befolgt. Nach 750 n. Chr. übersetzten insbesondere die muslimischen Araber Galens Werke und übernahmen später die hippokratisch-galenische Tradition, bis sie diese schließlich eigenständig unter besonderem Einfluss Avicennas erweiterten. Ab Ende des 11. Jahrhunderts kehrte die hippokratisch-galenische Tradition mit zahlreichen arabischen Übersetzungen und einigen griechischen Originaltexten in den lateinischen Westen zurück. In der Renaissance wurden Übersetzungen von Galen und Hippokrates direkt aus dem Griechischen aus neu zugänglichen byzantinischen Manuskripten angefertigt. Galens Einfluss war so groß, dass, selbst nachdem die Westeuropäer im 13. Jahrhundert mit Sektionen begannen, die Gelehrten oft ihre Ergebnisse, die Galen in Zweifel hätten ziehen können, in das Galenische Modell pressten. Die anatomischen Texte und Bilder des Andreas Vesalius führten jedoch zu einer wesentlichen Verbesserung der Galenischen Anatomie. William Harveys Darstellung des Blutkreislaufes war wohl der erste wirkliche Schlag gegen Galens unrichtige Vorstellungen über den Blutkreislauf. Dennoch wurde, trotz ihrer Wirkungslosigkeit und extremen Gefährlichkeit, die hippokratisch-galenische Praxis des Aderlass bis ins 19. Jahrhundert weitergeführt. Die hippokratisch-galenische Tradition wurde aber erst wirklich ersetzt, als die mikroskopbasierten Studien Louis Pasteurs, Robert Kochs und anderer nachwiesen, dass Krankheiten nicht durch ein Ungleichgewicht der vier Körpersäfte, sondern durch Mikroorganismen wie Bakterien verursacht werden.